# José Gamarra
José Gamarra (nascido em 1934 em Tecuarembó, Uruguai) é um pintor uruguaio que vive em Paris, França, desde 1963.
A sua arte é exibida no Metropolitan Museum of Art, em Nova York.